# Alice di Monferrato
Alice di Monferrato (1210 circa – Kyrenia, 1233) è stata regina consorte di Cipro, dal 1229 alla sua morte.

## Biografia

### Infanzia
Sia secondo il Recueil des historiens des croisades. Historiens occidentaux. Tome second, che secondo la Chroniques d'Amadi et de Strambaldi. T. 1, Alice era figlia del marchese del Monferrato, Guglielmo VI e della sua seconda moglie (sposata prima del 1202, come da documento n° 136 del Regesto dei Marchesi di Saluzzo 1091-1340), Berta di Clavesana (1180 – 1224), figlia di Bonifacio, Marchese di Clavesana e Conte di Cortemiglia.
Secondo il Sicardi Episcopi Cremonensis Cronica, Guglielmo VI del Monferrato era figlio di Bonifacio I degli Aleramici, marchese del Monferrato e re di Tessalonica, e della di lui prima moglie Elena di Busca, come ci viene confermato dal Monumenta Aquensia, Pars II, Historiam Aquensem,Monferratensem ac Pedemontanam
Alice era sorella di Bonifacio II del Monferrato ed era nipote del re di Tessalonica, Demetrio del Monferrato.
Secondo la Chroniques d'Amadi et de Strambaldi. T. 1, suo padre era cugino dell'imperatore, Federico II di Svevia

### Matrimonio

Ritratto di Enrico I di Cipro nella Basilica di Santa Caterina d'Alessandria, Galatina

Rientrato da San Giovanni d'Acri, nella primavera del 1229, Federico II diede Alice in moglie al re di Cipro, Enrico I (1218 † 1253), che sia secondo Les familles d'outre-mer, che il Recueil des historiens des croisades. Historiens occidentaux. Tome second, Enrico era l'unico figlio maschio del secondo re di Cipro della dinastia dei Lusignano, Ugo I e di Alice di Champagne, che, ancora secondo il Recueil des historiens des croisades. Historiens occidentaux. Tome second, era la figlia secondogenita della regina di Gerusalemme, Isabella di Gerusalemme e del suo terzo marito, il conte di Champagne, Enrico II, che, secondo la Chronica Albrici Monachi Trium Fontium, Enrico era il figlio maschio primogenito del Conte di Champagne (conte di Troyes e conte di Meaux) e di Brie, Enrico I il Liberale e di Maria di Francia, che, sia secondo il cronista e monaco benedettino inglese, Matteo di Parigi, che secondo la Chronica Albrici Monachi Trium Fontium, Maria era la figlia primogenita di Luigi VII, detto il Giovane, re di Francia, e della duchessa d'Aquitania e Guascogna e contessa di Poitiers, Eleonora d'Aquitania, che, ancora secondo la Chronica Albrici Monachi Trium Fontium, era la figlia primogenita del duca di Aquitania, duca di Guascogna e conte di Poitiers, Guglielmo X il Tolosano e della sua prima moglie, Aénor di Châtellerault († dopo il 1130), figlia del visconte Americo I di Châtellerault e della Maubergeon, che al momento della sua nascita era l'amante di suo nonno Guglielmo IX il Trovatore. 
Alice a Enrico I non diede figli.
Secondo Les familles d'outre-mer, questo matrimonio era solo nelle intenzioni di Federico II; pare che Alice arrivò a Cipro solo nel 1331, quando suo marito era a San Giovanni d'Acri.

### Regina di Cipro
Alice, secondo il Recueil des historiens des croisades. Historiens occidentaux. Tome second, fu incoronata regina; la coppia però non visse a lungo assieme, visto che suo marito nel 1231, si recò nel regno di Gerusalemme e fece rientro a Cipro nel 1232, per combattere i partigiani dell'imperatore.

### Morte

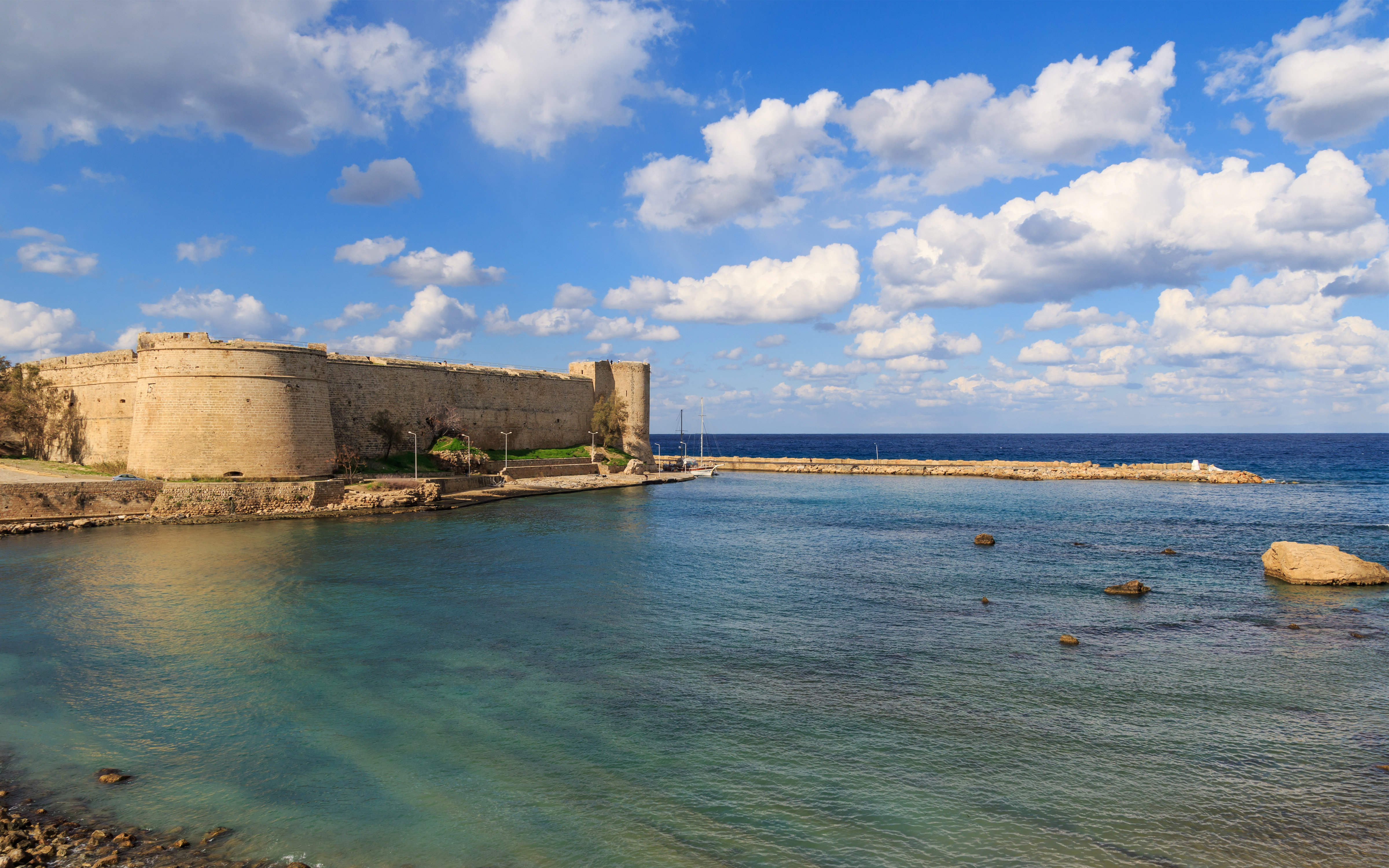
Il castello di Kyrenia.

Alice, che si trovava con gli imperiali si trovò nel castello di Kyrenia, assediato dalle truppe del marito; durante l'assedio si ammalò e, nel 1233, morì.
Secondo la Chronique de l'Île de Chypre di Florio Bustron, la salma della regina fu consegnata a Enrico, portata a Nicosia e sepolta con tutti gli onori nella cattedrale di Santa Sofia.

## Ascendenza
|                             |   |                       | Genitori                  |  |  | Nonni |  |  | Bisnonni                   |  |  | Trisnonni                |  |
|                             |   |                       |                           |  |  |       |  |  | Guglielmo V del Monferrato |  |  | Ranieri I del Monferrato |  |
|                             |   |                       |                           |  |  |       |  |  | Guglielmo V del Monferrato |  |  | Ranieri I del Monferrato |  |
|                             |   | Gisella di Borgogna   |                           |  |  |       |  |  | Guglielmo V del Monferrato |  |  |                          |  |
| Bonifacio I del Monferrato  |   |                       |                           |  |  |       |  |  | Guglielmo V del Monferrato |  |  |                          |  |
|                             |   | Giuditta di Babenberg | Leopoldo III di Babenberg |  |  |       |  |  |                            |  |  |                          |  |
|                             |   | Giuditta di Babenberg | Leopoldo III di Babenberg |  |  |       |  |  |                            |  |  |                          |  |
|                             |   | Giuditta di Babenberg | Agnese di Waiblingen      |  |  |       |  |  |                            |  |  |                          |  |
| Guglielmo VI del Monferrato |   | Giuditta di Babenberg |                           |  |  |       |  |  |                            |  |  |                          |  |
|                             |   | …                     | …                         |  |  |       |  |  |                            |  |  |                          |  |
|                             |   | …                     | …                         |  |  |       |  |  |                            |  |  |                          |  |
|                             |   | …                     | …                         |  |  |       |  |  |                            |  |  |                          |  |
| Elena di Busca              |   | …                     |                           |  |  |       |  |  |                            |  |  |                          |  |
|                             |   | …                     | …                         |  |  |       |  |  |                            |  |  |                          |  |
|                             |   | …                     | …                         |  |  |       |  |  |                            |  |  |                          |  |
|                             |   | …                     | …                         |  |  |       |  |  |                            |  |  |                          |  |
| Alice del Monferrato        |   | …                     |                           |  |  |       |  |  |                            |  |  |                          |  |
|                             | … | …                     |                           |  |  |       |  |  |                            |  |  |                          |  |
|                             | … | …                     |                           |  |  |       |  |  |                            |  |  |                          |  |
|                             | … | …                     |                           |  |  |       |  |  |                            |  |  |                          |  |
| Bonifacio di Clavesana      | … |                       |                           |  |  |       |  |  |                            |  |  |                          |  |
|                             |   | …                     | …                         |  |  |       |  |  |                            |  |  |                          |  |
|                             |   | …                     | …                         |  |  |       |  |  |                            |  |  |                          |  |
|                             |   | …                     | …                         |  |  |       |  |  |                            |  |  |                          |  |
| Berta di Clevesana          |   | …                     |                           |  |  |       |  |  |                            |  |  |                          |  |
|                             |   | …                     | …                         |  |  |       |  |  |                            |  |  |                          |  |
|                             |   | …                     | …                         |  |  |       |  |  |                            |  |  |                          |  |
|                             |   | …                     | …                         |  |  |       |  |  |                            |  |  |                          |  |
| …                           |   | …                     |                           |  |  |       |  |  |                            |  |  |                          |  |
|                             |   | …                     | …                         |  |  |       |  |  |                            |  |  |                          |  |
|                             |   | …                     | …                         |  |  |       |  |  |                            |  |  |                          |  |
|                             |   | …                     | …                         |  |  |       |  |  |                            |  |  |                          |  |
|                             |   | …                     |                           |  |  |       |  |  |                            |  |  |                          |  |

### Fonti primarie
- (LA)  Monumenta Germaniae Historica, Scriptores, tomus XXIII.
- (LA)  Monumenta Germaniae Historica, Scriptores, tomus XXXI.
- (LA)  Regesto dei Marchesi di Saluzzo 1091-1340.
- (FR)  Recueil des historiens des croisades. Historiens occidentaux. Tome second.
- Chroniques d'Amadi et de Strambaldi. T. 1.
- Chronique de l'Île de Chypre.
- #ES Monumenta Aquensia, Pars II, Historiam Aquensem,Monferratensem ac Pedemontanam.

### Letteratura storiografica
- (FR)  Les familles d'outre-mer.